# ARPA-E
ARPA-E (англ. Advanced Research Projects Agency-Energy — Агентство передовых исследований в области энергетики) — новое агентство Соединённых Штатов, созданное в целях финансирования научных исследований и разработок перспективных энергетических технологий. Оно создано по образцу DARPA.
ARPA-E было создано как внутреннее отделение Департамента энергетики США в 2007 году, однако не было профинансировано. Первоначальный бюджет составил около 400 миллионов долларов, которые были получены только в феврале 2009 по указу о стимуляции экономики. Целью ARPA-E является междисциплинарное исследование проблем энергетики и разработка новых технологий, которые должны привести к значительному снижению импорта энергоносителей, снижению выбросов (в том числе парниковых газов) и повышению энергоэффективности. Как и DARPA, проекты ARPA-E финансируются государством, частным сектором и университетами. Арун Маджумдар, бывший заместитель директора Lawrence Berkeley National Laboratory, был назначен первым директором ARPA-E в сентябре 2009 года, после шести месяцев со дня первого финансирования.

## ARPA-E и EERE
ARPA-E будет финансировать проекты, технологии, научные исследование и передовые изобретения. Это позволит ускорить технический прогресс в секторах высокого риска в которых промышленность не может проводить исследования самостоятельно. Агентство не будет финансировать проекты по модернизации технологий; эти исследования будут продолжать получать поддержку по линии существующих программ, департамента энергетики (DOE) по энергоэффективности и возобновляемым источникам энергии (EERE). Миссия ARPA-E будет заключаться в разработке новых энергетических технологий, которые должны привести к значительному понижению импорта энергоносителей, снижению выбросов (в том числе парниковых газов) и повышению энергоэффективности.

## Запуск
Президент США Барак Обама объявил о запуске ARPA-E 27 апреля 2009 года как в рамках федеральных инвестиций в исследования и развитие науки и образования.
Министр энергетики США Стивен Чу объявил, что первый «ARPA-E энергетический саммит» состоится 1-3 марта 2010 года, в Gaylord National Hotel и конференц-центре в Вашингтоне.